# Hayley Atwell
Hayley Elizabeth Atwell (Londres, Inglaterra, 5 de abril de 1982) es una actriz británica, conocida por su trabajo en producciones teatrales como Panorama desde el puente, en películas como El sueño de Casandra o La duquesa.
Se le conoce fundamentalmente por interpretar a Peggy Carter, en las películas del Universo cinematográfico de Marvel, Capitán América: el primer vengador (2011), Captain America: The Winter Soldier (2014), Avengers: Age of Ultron (2015), Ant-Man (2015), Avengers: Endgame (2019), Doctor Strange en el multiverso de la locura (2022) y en las series de televisión Agent Carter (2015-2016) y What If...? (2021-2024).

## Biografía
Atwell nació en Londres, hija única de Allison (nacida Cain), una oradora motivacional, y Grant, un terapeuta de masajes y chamán. La madre de Atwell es inglesa y su padre, estadounidense de Kansas City, Missouri, desciende de nativos americanos. Atwell tiene doble nacionalidad del Reino Unido y Estados Unidos. Sus padres se separaron cuando ella tenía dos años de edad. Después de su educación secundaria en Sion-Manning Roman Catholic Girls' School, al oeste de Londres, Atwell continuó su educación en la Escuela de Oratoria de Londres antes de ingresar en la Guildhall School of Music and Drama donde se graduó en 2005.

## Carrera
Un año antes de que comenzara sus estudios en la Escuela Guildhall, su primer papel en la pantalla fue en un anuncio de televisión para Pringles, con cuyos ingresos Atwell pudo pagar la matrícula del primer año.

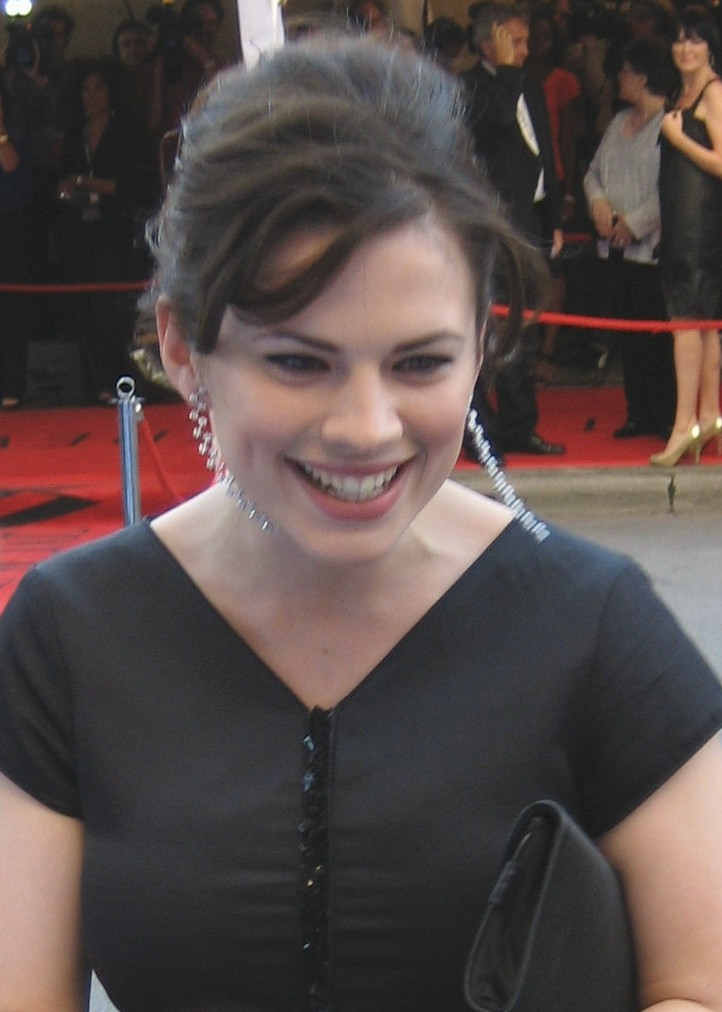
Hayley Atwell en el Festival Internacional de Cine de Toronto en 2007.

Ocho meses después tras graduarse de la Guildhall, Atwell ganó su primer papel cinematográfico, en la película de 2007 de Woody Allen Cassandra's Dream, interpretando a la actriz de teatro Angela Stark. En 2008, apareció en la película The Duchess como Bess Foster y la película de Miramax Brideshead Revisited como Lady Julia Flyte. Después de ser elegida, Miramax sugirió que ella pierda peso para el papel. Atwell, que ha sido descrito como "alta, con el tipo de bum natural y busto que las mujeres se someten a cirugía para obtener", consideró el consejo, comentando más tarde en una entrevista de 2015, "Pensé, 'OK, supongo que debería.'" posteriormente lo reconsidero después de que su coestrella Emma Thompson, le aconsejó, "No eres una modelo. You're an actor." Atwell más tarde reflexionó, "Al final, me aceptaron por lo que era. If I've ever had an insecurity about myself in this industry, Emma always has an amazing ability to say something to put it all into perspective, so that you don’t hate yourself."
En enero de 2009, Atwell hizo su debut en el West End en Lindsay Posner el resurgimiento de A View from the Bridge en el Duke of York's Theatre que le valió una nominación en Laurence Olivier. Atwell apareció como "415" en la miniserie de noviembre de 2009 de AMC Television, The Prisoner, un remake de la serie de 1967-68 con el mismo nombre. En 2010, protagonizó como Freya Deverell en la exitosa adaptación del Canal 4 de la novela de William Boyd Any Human Heart.
Atwell interpretó a la agente Peggy Carter en la película de superhéroes Capitán América: el primer vengador. NextMovie.com de MTV Networks la nombró una de las "Breakout Stars to Watch for in 2011". Atwell le puso la voz a Carter en el videojuego de 2011 Captain America: Super Soldier. Ella repitió el papel en el 2013 con el cortometraje Agent Carter, la película de 2014 Captain America: The Winter Soldier, y en las películas de 2015, Avengers: Age of Ultron y Ant-Man. Como Carter, ella apareció en dos episodios de ABC Agents of S.H.I.E.L.D., y como el papel principal en Marvel's Agent Carter, que se emitió entre 2015 y 2016. Agente Carter fue cancelada por ABC el 12 de mayo de 2016. Ella también proveyó la voz de Carter en Lego Marvel's Avengers and Avengers: Secret Wars.
En febrero de 2016, Atwell fue lanzada para protagonizar el piloto de ABC, Conviction. El 8 de noviembre de 2016, ABC anunció que Conviction no recibiría más episodios, efectivamente cancelando la serie, y más tarde canceló oficialmente el 11 de mayo de 2017.

## Vida personal
En 2010, Atwell vivía en un piso en Londres. En 2015, se mudó a Los Ángeles para estar cerca de la producción de Agent Carter, aunque aún conservaba su base personal en Londres. Durante el rodaje de Capitán América: el primer vengador en el 2010, Atwell tomó un curso de tres meses en historia del arte y haiku en la The Open University.
En octubre de 2017, en el momento de las acusaciones de abuso sexual contra Harvey Weinstein, surgió la historia de que, durante el rodaje de Brideshead Revisited en 2007, Weinstein le había dicho a Atwell que parecía un «cerdo gordo» en la pantalla y que debería comer menos.  Más tarde, Atwell dio su propio recuerdo de los hechos, diciendo que no fue Weinstein, sino alguien ajeno a él, que le había sugerido que perdiera peso para parecerse más a una flapper.
En una entrevista de 2015, Atwell discutió cómo su papel como Peggy Carter influyó en un tuit reciente que hizo a sus seguidores de Twitter sobre la alteración digital de su imagen en la portada de una revista alemana. Cuando un visitante de su página le preguntó: «¿Por qué eres tan hermosa?», ella respondió: «¿Por qué estoy tan retocada?». En la entrevista, Atwell declaró: «Es importante que las niñas comprendan qué es Photoshop. Siento cierta responsabilidad ahora que interpreto a Peggy».
Atwell comenzó una relación con el productor musical Ned Wolfgang Kelly en el 2022. En abril del 2023 anunciaron su compromiso.

## Filmografía

### Cine
| Año  | Título                                       | Papel                          | Notas         |
| ---- | -------------------------------------------- | ------------------------------ | ------------- |
| 2007 | Cassandra's Dream                            | Angela Stark                   |               |
| 2007 | How About You                                | Ellie Harris                   |               |
| 2008 | Brideshead Revisited                         | Julia Flyte                    |               |
| 2008 | La duquesa                                   | Elizabeth "Bess" Foster        |               |
| 2009 | Love Hate                                    | Hate                           | Cortometraje  |
| 2010 | Tomato Soup                                  | Movie Star                     | Cortometraje  |
| 2011 | Capitán América: el primer vengador          | Peggy Carter                   |               |
| 2012 | I, Anna                                      | Emmy                           |               |
| 2012 | The Sweeney                                  | DC Nancy Lewis                 |               |
| 2013 | Jimi: All Is by My Side                      | Kathy Etchingham               |               |
| 2013 | Agent Carter                                 | Peggy Carter                   | Cortometraje  |
| 2014 | Captain America: The Winter Soldier          | Peggy Carter                   |               |
| 2014 | Testament of Youth                           | Hope Milroy                    |               |
| 2015 | La Cenicienta                                | La madre de Cenicienta         |               |
| 2015 | Avengers: Age of Ultron                      | Peggy Carter                   |               |
| 2015 | Ant-Man                                      | Peggy Carter                   | Cameo         |
| 2016 | The Complete Walk: Cymbeline                 | Imogen                         | Cortometraje  |
| 2018 | Christopher Robin                            | Evelyn Robin                   |               |
| 2019 | Blinded by the Light                         | Ms. Clay                       |               |
| 2019 | Avengers: Endgame                            | Peggy Carter                   |               |
| 2021 | Peter Rabbit 2: The Runaway                  | Mittens (voz)                  |               |
| 2022 | Independent Miss Craigie                     | Narradora (voz)                | Documental    |
| 2022 | Doctor Strange en el multiverso de la locura | Peggy Carter / Capitana Carter |               |
| 2023 | Misión imposible: Sentencia mortal - Parte 1 | Grace                          | Coprotagónico |
| 2025 | Misión imposible: Sentencia final            | Grace                          | Coprotagónico |
| 2026 | Avengers: Doomsday                           | Peggy Carter / Capitana Carter |               |

### Televisión
| Año         | Título                                | Papel                          | Notas                                                                                               |
| ----------- | ------------------------------------- | ------------------------------ | --------------------------------------------------------------------------------------------------- |
| 2005        | Whatever Love Means                   | Sabrina Guinness               | Película de televisión                                                                              |
| 2006        | Fear of Fanny                         | Jane                           | Película de televisión                                                                              |
| 2006        | The Ruby in the Smoke                 | Rosa Garland                   | Película de televisión                                                                              |
| 2006        | The Line of Beauty                    | Catherine "Cat" Fedden         | 3 episodios                                                                                         |
| 2007        | Mansfield Park                        | Mary Crawford                  | Película de televisión                                                                              |
| 2007        | The Shadow in the North               | Rosa Garland                   | Película de televisión                                                                              |
| 2009        | El prisionero                         | Lucy / 4-15                    | 5 episodios                                                                                         |
| 2010        | Los pilares de la Tierra              | Aliena                         | 8 episodios Nominada - Premio Globo de Oro a la Mejor Actriz - Miniserie o Película para Televisión |
| 2010        | Any Human Heart                       | Freya Deverell                 | 4 episodios                                                                                         |
| 2012        | Falcón                                | Consuelo Jiménez               | 4 episodios                                                                                         |
| 2012        | Playhouse Presents                    | The Banker                     | Episodio: "The Man"                                                                                 |
| 2012        | Restless                              | Eva Delectorskaya              | 2 episodios                                                                                         |
| 2013        | Black Mirror                          | Martha                         | Episodio: "Be Right Back"                                                                           |
| 2013        | Life of Crime                         | Denise Woods                   | 3 episodios                                                                                         |
| 2014        | Agents of S.H.I.E.L.D.                | Peggy Carter                   | 2 episodios                                                                                         |
| 2015 - 2016 | Agent Carter                          | Peggy Carter                   | Lead role; 18 episodios                                                                             |
| 2016        | Lip Sync Battle                       | Ella misma                     | Episodio: "Clark Gregg vs. Hayley Atwell"                                                           |
| 2016 - 2017 | Conviction                            | Hayes Morrison                 | 13 episodios                                                                                        |
| 2016        | Return of the Spider Monkeys          | Narrator                       | Documental Película de televisión                                                                   |
| 2017 - 2019 | Avengers Assemble                     | Peggy Carter (voz)             | 2 episodios                                                                                         |
| 2017        | Howards End                           | Margaret Schlegel              | Miniserie                                                                                           |
| 2018        | The Long Song                         | Caroline Mortimer              | Miniserie                                                                                           |
| 2018 - 2019 | 3Below: Tales of Arcadia              | Zadra (voZ)                    | Rol principal; 17 episodios                                                                         |
| 2019        | Criminal (UK)                         | Stacey                         | Episodio: "Stacey"                                                                                  |
| 2021 - 2024 | What If...?                           | Peggy Carter / Capitana Carter | 2 episodios                                                                                         |
| 2024        | Tomb Raider: La leyenda de Lara Croft | Lara Croft (voz)               | Rol principal                                                                                       |

|-
| 2024
| Heartstopper (serie de televisión)
| Tía Diane/Tía de Nick Nelson
| 3 episodios

### Teatro
| Año  | Título                   | Papel              | Notas                     |
| ---- | ------------------------ | ------------------ | ------------------------- |
| 2005 | Prometeo encadenado      | Io/Fuerza          | Teatro de Sondas, Londres |
| 2006 | Women Beware Woman       | Bianca             | Royal Shakespeare Company |
| 2007 | The Man of Mode          | Belinda            | National Theatre          |
| 2008 | Major Barbara            | Barbara Undershaft | National Theatre          |
| 2009 | Panorama desde el puente | Catherine          | Duke of York's, Londres   |
| 2011 | The Faith Machine        | Sophie             | Royal Court Theatre       |
| 2013 | The Pride                | Sylvia             | Trafalgar Studios         |

### Radio
| Año         | Título                            | Papel              | Notas       |
| ----------- | --------------------------------- | ------------------ | ----------- |
| 2006 - 2007 | Doctor Who: Blood of the Daleks   | Asha               | BBC 7       |
| 2007        | Felix Holt, the Radical           | Esther             | Radio 4     |
| 2008        | El gatopardo                      | Angelica           | Radio 3     |
| 2008        | Doctor Who: The Doomwood Curse    | Eleanor            | BBC Radio 7 |
| 2010        | Doctor Who: The Whispering Forest | Seksa              | BBC Radio 7 |
| 2013        | Doctor Who: The Sands of Life     | President Moorkurk |             |
| 2014        | The Martian Chronicles            | Spender            | BBC Radio 4 |
| 2016        | The Magus                         | Lily               | BBC Radio 4 |
| 2017        | Ecco                              | Jo Miles           | BBC Radio 4 |

## Premios y nominaciones
| Año  | Asociación                            | Categoría                                                                         | Trabajo                             | Resultado |
| ---- | ------------------------------------- | --------------------------------------------------------------------------------- | ----------------------------------- | --------- |
| 2007 | Festival de Televisión de Monte-Carlo | Golden Nymph Award for Best Performance by an Actress in a Película de televisión | Fear of Fanny                       | Nominada  |
| 2008 | British Independent Film Awards       | Mejor Actriz Secundaria                                                           | The Duchess                         | Nominada  |
| 2009 | Premios Empire                        | Mejor debutante                                                                   | —                                   | Nominada  |
| 2010 | Globos de Oro                         | Mejor Actriz - Miniserie o Telefilm                                               | Los Pilares de la Tierra            | Nominada  |
| 2010 | Premios Gemini                        | Mejor Actuación de una actriz principal en un programa dramático o miniserie      | Los Pilares de la Tierra            | Nominada  |
| 2010 | Premio Laurence Olivier               | Mejor Actriz                                                                      | A View from the Bridge              | Nominada  |
| 2011 | Premios Scream                        | Breakthrough Performance - Female                                                 | Capitán América: el primer vengador | Nominada  |
| 2011 | Premios Scream                        | Mejor Actriz de Ciencia ficción                                                   | Capitán América: el primer vengador | Nominada  |
| 2014 | Premio Laurence Olivier               | Mejor Actriz                                                                      | The Pride                           | Nominada  |
| 2015 | Premios Saturn                        | Mejor actriz de Televisión                                                        | Agente Carter                       | Nominada  |